# Verfassung der Vereinigten Fürstentümer
Verfassung der Vereinigten Fürstentümer von 1864, auch als Statut des Fürstentums Rumänien (rumänisch Statutul dezvoltător al Convenţiei de la Paris) bekannt, war eine Verfassung des Königreichs Rumänien. Eingeführt wurde sie am 15. Juli 1864 durch Alexandru Ioan Cuza und löste die im Pariser Frieden 1856  festgelegte Verfassungsordnung der Fürstentümer Moldau und Walachei ab. Die neue Verfassung bildete die Grundlage für die Entstehung eines einheitlichen rumänischen Nationalstaates.

## Historischer Hintergrund
Nach der doppelten Wahl Cuzas im Jahr 1859 zum Fürsten von Moldau und Walachei setzte ein schrittweiser Vereinigungsprozess der beiden Fürstentümer ein. Dieser mündete 1861 in einer Realunion mit Bukarest als gemeinsamer Hauptstadt. Obwohl diese Union de facto bestand, schränkten die Bestimmungen des Pariser Friedens die staatliche Souveränität stark ein und sahen ein komplexes Regierungssystem mit jeweils getrennten Institutionen für beide Fürstentümer vor. Die politische Macht lag vor allem bei den konservativen Großgrundbesitzern. Fortschrittliche Reformen – insbesondere in den Bereichen Landwirtschaft, Verwaltung und Bildung – ließen sich nur schwer umsetzen. Cuza, der eine umfassende Reformagenda verfolgte, stieß mit seinen Modernisierungsplänen zunehmend auf Widerstand. Im Rahmen eines Staatsstreichs setzte Cuza daher am 28. Juni 1864 per Dekret eine neue Verfassung – das sogenannte „Statut“ – in Kraft, das die alte Ordnung ersetzte und die Exekutivgewalt des Fürsten deutlich stärkte.

## Struktur und Inhalt
Die Verfassung von 1864 beinhaltete folgende zentrale Elemente:
- Zentralisierung: Abschaffung des dualistischen Regierungssystems; stattdessen wurde ein einheitlicher, zentralistisch organisierter Staat geschaffen.
- Zweikammerparlament: Einführung eines bicameralen Parlaments mit der Versammlung der Deputierten (Unterhaus) und dem Corpul Ponderator (Oberhaus).
- Stärkung der Exekutive: Der Fürst (Domnitor) erhielt weitreichende Vollmachten, darunter das Recht zur Ernennung und Entlassung der Regierung sowie zur Gesetzesinitiative.
- Wahlrecht: Ausweitung des Wahlrechts, das jedoch weiterhin an Zensus- und Vermögenskriterien gebunden blieb.
- Verwaltungsmodernisierung: Das Statut legte die Grundlage für eine moderne Staatsverwaltung, unabhängige Ministerien und die institutionelle Kontrolle des Haushalts.
- Reformrahmen: Es ebnete den Weg für zentrale Reformen, darunter die Bodenreform sowie die Neuordnung des Bildungswesens.

## Bedeutung und Nachwirkung
Die Verfassung von 1864 markiert einen Wendepunkt in der rumänischen Geschichte. Im europäischen Vergleich war die Verfassung von 1864 stark vom zentralistischen Modell Frankreichs inspiriert, kombinierte jedoch moderne konstitutionelle Elemente mit autokratischen Zügen. Sie ermöglichte es Cuza, umfassende Reformen durchzusetzen, insbesondere im Agrar- und Bildungswesen. Gleichzeitig führte die zunehmende Konzentration der Macht in den Händen des Fürsten zu innenpolitischen Spannungen. Die Gültigkeit des Statuts endete mit der Einführung einer neuen Verfassung im Jahr 1866, nach dem Sturz Cuzas und dem Regierungsantritt von Karl I. Diese neue Verfassung, die sich stark an der belgischen Verfassung orientierte, verankerte Rumänien als konstitutionelle Monarchie.